# المالكوها

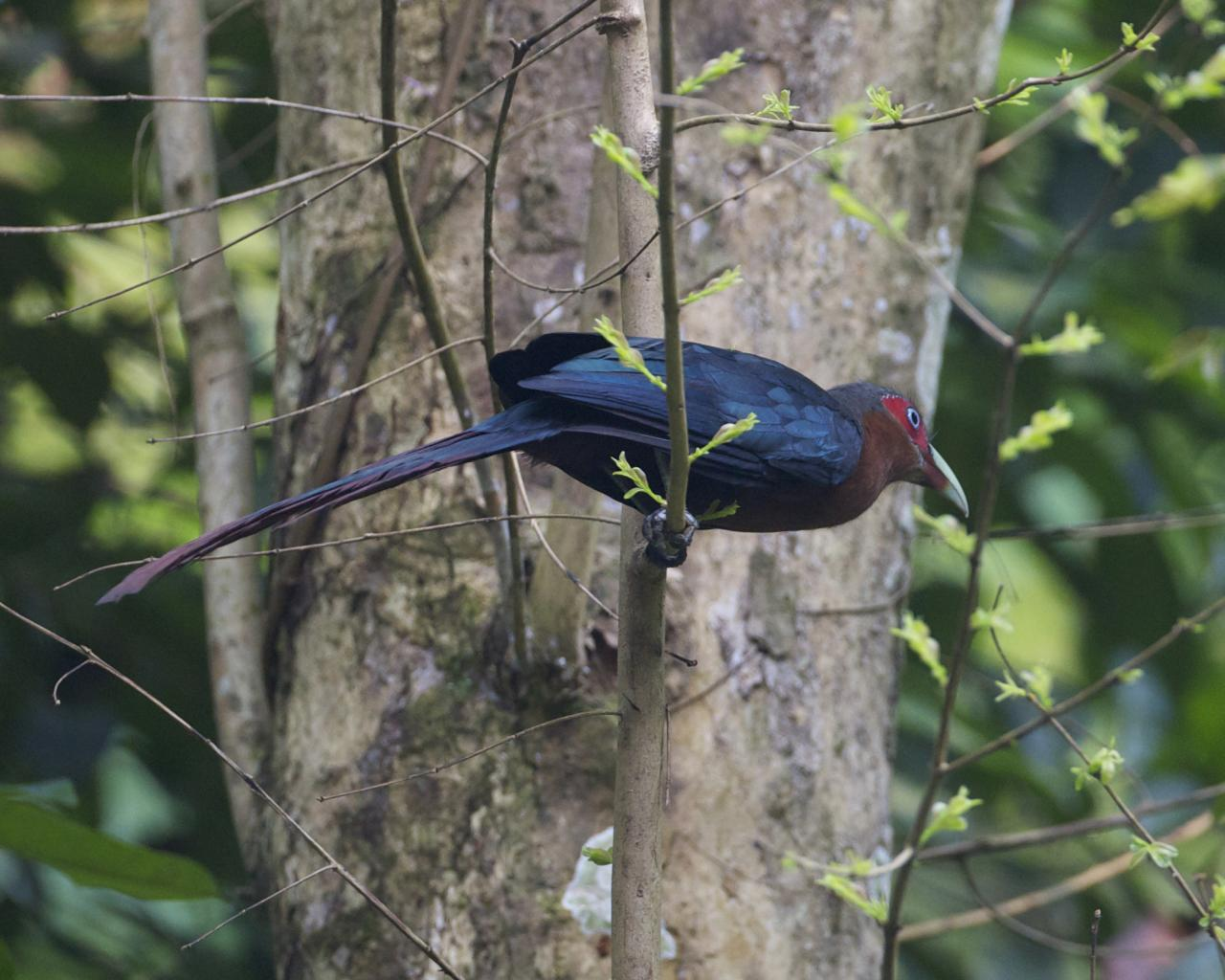
المالكوها ذات الصدر الكستنائي الفردية

المالكوها ذات الصدر الكستنائي (Phaenicophaeus curvirostris) نوعٌ من أنواع الوقواق في عائلة Cuculidae. توجد في جنوب شرق آسيا من ميانمار إلى شرق جاوة والفلبين وبورنيو. وهي وقواق كبيرة يصل طولها إلى 49 سـم (19 بوصة) بأجزاء علوية رمادية وخضراء داكنة وأجزاء سفلية كستنائية، ومنقار علوي كبير منحني شاحب. يشبه الذكر الأنثى في الريش. على عكس العديد من أنواع الوقواق، تبني عشها وتربي صغارها بنفسها.

## التصنيف
وُصِفَت المالكوها ذات الصدر الكستنائي لأول مرة من عينة جُمعت في غرب جاوة من قبل عالم الطبيعة الإنجليزي جورج شو (عالم الأحياء) في عام 1810 باسم Cuculus curvirostris، قبل أن يكتشف عالم الطبيعة الإنجليزي جيمس فرانسيس ستيفنز جنس Phaenicophaeus في عام 1815. اشتُقّ أسمها المحدد من الكلمتين اللاتينيتين curvus التي تعني "منحني"، وrostrum التي تعني "منقار". واشتُقّ اسم الجنس من الكلمتين اليونانيتين القديمتين phoiniko- التي تعني "قرمزي"، وphaes التي تعني "عيون" أو "وجه"، في إشارة إلى المالكوها ذات الوجه الأحمر. ولكن، تم نسخ 'œ' بشكل غير صحيح كـ'æ'.

### الأنواع الفرعية
يتم التعرف على ستة أنواع فرعية:
- P. c. singularis: من جنوب ميانمار وتايلاند، عبر شبه جزيرة الملايو وإلى سومطرة، وكذلك أرخبيل أنامباس.
- P. c. oeneicaudus: من جزر غرب سومطرة.
- P. c. curvirostris: من وسط وغرب جاوة.
- P. c. deningeri: من شرق جاوة وبالي.
- P. c. microrhinus: من جزيرة بانكا وبورنيو.
- P. c. harringtoni: من بالاوان، بالاباك، جزر كالامياني وجزيرة دوماران في مقاطعة بالاوان بغرب الفلبين.

## الوصف
يبلغ طول المالكوها ذات الصدر الكستنائي 42–49 سـم (17–19 بوصة)، وتتميز بمنقار علوي كبير منحني وأصفر باهت، ومنقار سفلي أغمق لونه أحمر أو أسود، وبقعة حمراء خالية من الريش من الجلد الخشن حول العين. رأسها رمادي وأجنحتها خضراء داكنة تتلاشى إلى الأزرق مع التقدم في العمر. الأجزاء السفلية والأرداف كستنائية، والأقدام رمادية داكنة. لا يظهر تمايز جنسي كبير، حيث يشبه الذكر الأنثى في الريش، على الرغم من أن للذكر قزحية زرقاء باهتة وللأنثى صفراء.

## الانتشار والموئل
توجد في بروناي، إندونيسيا، ماليزيا، ميانمار، غرب الفلبين، وجنوب تايلاند.
موائلها الطبيعية هي الغابات الرطبة في المناطق المنخفضة شبه الاستوائية أو الاستوائية وغابات المانغروف شبه الاستوائية أو الاستوائية. تعيش بشكل رئيسي في الطبقة الوسطى بين الأوراق الكثيفة. يتم إزالة الكثير من موائلها الغابية.

## التغذية
تتغذى على الفقاريات الصغيرة، مثل السحالي الصغيرة، الضفادع، وصغار الطيور، وكذلك الحشرات، بما في ذلك اليرقات، الجراد، الزيز، الحشرات العصوية، الزواحف، الصراصير، الخنافس، والبق، بالإضافة إلى العناكب والسلطعونات الصغيرة.

## التكاثر
على عكس العديد من أنواع الوقواق، تبني المالكوها ذات الصدر الكستنائي عشها وتربي صغارها بنفسها. يختلف موسم التكاثر حسب الموقع، من أغسطس إلى ديسمبر في بورنيو، ومن يناير إلى سبتمبر في جنوب شرق آسيا. يشترك الذكر والأنثى في بناء عش يبلغ قطره حوالي 35 سـم (14 بوصة) من الأغصان والفروع الصغيرة، مع انخفاض أو فنجان مبطن بالأوراق يبلغ قطره حوالي 11 سـم (4.3 بوصة) وعمقه 5 سـم (2.0 بوصة). تضع الأنثى بيضتين أو ثلاث بيضات بيضاء غير لامعة بأبعاد 34 × 28 ملم. يقوم كلا من الأنثى والذكر بحضن البيض، الذي يفقس عادة بعد حوالي 13 يوماً من وضعه. تبقى الطيور الصغيرة في العش لمدة حوالي 11 يوماً، حيث يتم إطعامها من قبل الوالدين.

## الفصائل
المالكوها هي طيور كبيرة في عائلة الوقواق Cuculidae. اسم المجموعة مشتق من كلمة سنهالية لطائر المالكوها ذي الوجه الأحمر؛ مال-كوها وتعني الزهرة-الوقواق. هذه الأنواع جميعها استوائية.
| الصورة | الاسم العلمي          | الاسم الشائع  | التوزيع                                |
| ------ | --------------------- | ------------- | -------------------------------------- |
|        | Rhinortha chlorophaea | مالكوها رافلز | شبه الجزيرة الملايوية، سومطرة، وبورنيو |

| الصورة | الاسم العلمي            | الاسم الشائع      | التوزيع                                    |
| ------ | ----------------------- | ----------------- | ------------------------------------------ |
|        | Ceuthmochares aereus    | المالكوها زرقاء   | غرب ووسط أفريقيا                           |
|        | Ceuthmochares australis | المالكوها الخضراء | إثيوبيا والصومال إلى موزمبيق وجنوب أفريقيا |

| الصورة | الاسم العلمي           | الاسم الشائع   | التوزيع                   |
| ------ | ---------------------- | -------------- | ------------------------- |
|        | Taccocua leschenaultii | مالكوها سيركير | باكستان، الهند، وسريلانكا |

| الصورة | الاسم العلمي           | الاسم الشائع                | التوزيع                             |
| ------ | ---------------------- | --------------------------- | ----------------------------------- |
|        | Zanclostomus javanicus | المالكوها ذو المنقار الأحمر | شبه الجزيرة الملايوية وسوندا الكبرى |

| الصورة | الاسم العلمي                | الاسم الشائع                | التوزيع  |
| ------ | --------------------------- | --------------------------- | -------- |
|        | Rhamphococcyx calyorhynchus | المالكوها ذو المنقار الأصفر | سولاويسي |

|  | Rhamphococcyx calyorhynchus |  |  | Phaenicophaeus diardi | المالكوها ذو البطن السوداء | بروناي، إندونيسيا، ماليزيا، ميانمار، سنغافورة، وتايلاند |

|  | Phaenicophaeus sumatranus     | المالكوها ذو البطن الكستنائي | بروناي، إندونيسيا، ماليزيا، ميانمار، سنغافورة، وتايلاند |
|  | Phaenicophaeus viridirostris  | الملكوها ذو الوجه الأزرق     |                                                         |
|  | Phaenicophaeus tristis        | المالكوها ذات المنقار الأخضر | الهند الكبرى وجنوب شرق آسيا                             |
|  | Phaenicophaeus curvirostris   | مالكوها ذات الصدر الكستنائي  | جنوب شرق آسيا من ميانمار إلى شرق جاوة والفلبين وبورنيو  |
|  | Phaenicophaeus pyrrhocephalus | مالكوها ذات الوجه الأحمر     | سريلانكا                                                |

| الصورة | الاسم العلمي             | الاسم الشائع               | التوزيع      |
| ------ | ------------------------ | -------------------------- | ------------ |
|        | Dasylophus superciliosus | المالكوها ذو القرن الأحمر  | شمال الفلبين |
|        | Dasylophus cumingi       | المالكوها ذو الريش المتقشر | شمال الفلبين |